# Солдат и Рабочий (газета)
Солдат и Рабочий  — периодическое печатное издание Совета рабочих и солдатских депутатов города Сочи Российской республики.
Газета издававшаяся после Февральской революции органом Сочинского Совета рабочих и солдатских депутатов с периодичностью три раза в неделю. Газета имела несколько рубрик и полос. На первой полосе размещались призывы от всевозможных политических партий и движений, рубрика новостей, в которой сообщалось о последних известиях с фронтов Первой мировой войны, действиях союзных войск. Публиковались новости из России не имеющие отношения к войне, велось описание внутренней политической обстановки, действий Временного правительства. и политических деятелей. Вторую полосу занимали мировые новости: политические и культурные события столиц государств. На третьей полосе размещались статьи с призывами к помощи  и поддержке данной газеты и ее распространения. Так же в газете имелись рубрики под названиеи «Телеграмм», «Местная жизнь», «Письма в редакцию». В рубрике «Словарь» до народа доводилось значение новых иностранных слов, которые появлялись в то время в большом количестве. Публиковались платные рекламные объявления. Редакция газеты пыталась охватывать все актуальные вопросы интересующие широкие слои населения. Последний известный номер данной газеты после прихода к власти в городе большевиков датированный январем 1918 года несколько изменил свое название: с названия «Солдат и Рабочий» на «Крестьянин и Рабочий», с сохранением адреса редакции.